# Tacalcitolo
Il tacalcitolo, commercializzato come principio attivo per esempio del Ticlaspor, è un analogo sintetico della vitamina D, agendo così come agonista sul recettore specifico.

## Usi
Il tacalcitolo è utilizzato nel trattamento topico della psoriasi volgare anche nelle localizzazioni al volto e al cuoio capelluto, anche se è stato utilizzato per la cura della vitiligine e nella malattia di Hailey-Hailey. La molecola presenta un'elevata efficacia nella cura della psoriasi, purché di moderata estensione o stazionarie. Nei casi in cui invece la psoriasi sia di entità più grave, è necessario associare il tacalcitolo con corticosteroidi.

## Meccanismo d'azione
Agisce da agonista della vitamina D a livello dei specifici recettori. Una volta legatosi, causa l'inibire della proliferazione dei cheratinociti aumemtandone invece la differenziazione.

## Avvertenze
Poiché agisce da agonista della vitamina D, interviene nella regolazione del metabolismo del calcio. Bisogna perciò utilizzare il farmaco secondo le strette prescrizioni mediche e mai in dosi eccessive poiché si possono verificari casi di ipercalcemia. La terapia andrebbe perciò attentamente valutata anche nell'utilizzo in bambini ed in donne in stato interessante. Nel caso si sviluppi ipercalcemia bisogna sospendere la terapia fino alla normalizzazione dei valori. Sarebbe consigliabile valutare costantemente i valori di calcio anche nelle urine. Non applicare nella zona perioculare e sugli occhi.
Poiché il tacalcitolo può essere degradato dalla luce ultravioletta e da quella solare, se ne consiglia l'applicazione sulla cute la sera prima di coricarsi, e comunque il più possibile lontano da qualsiasi terapia con ultravioletti.

## Effetti avversi
A parte le precauzioni elencate, il tacalcitolo è un farmaco sicuro che presenta pochi effetti avversi. Saltuariamente si possono verificare rossori, rush o bruciore che possono però essere confusi con quelli causati dalla malattia. Sono comunque casi rari, passeggeri e di durata limitata che non obbligano l'interruzione della terapia.

## Metabolismo
Il metabolita principale è 1a,24,25(OH) 3 vitamina D3, ossia lo stesso metabolita della forma attiva della vitamina D naturale (calcitriolo), che possiede un'attività di 5-10 volte inferiore rispetto a quella della vitamina D. 
Il tacalcitolo e i suoi metaboliti vengono escreti principalmente con le urine e con le feci.